# Весэмтор
Весэмтор (также Вес-Эмтор, Весь-Эмтор) — пресноводное озеро в Нижневартовском районе на востоке Ханты-Мансийского автономного округа России, в 67 километрах к северо-востоку от села Корлики, к юго-западу от озера Сартэмтор. Принадлежит бассейну реки Вах.
Этимология озера восходит к языку хантов и переводится как Озеро мамонта: вес — мамонт + эмтор — озеро.
Имеет неправильную форму с сильно изрезанной береговой линией. Площадь зеркала 34,4 км², площадь водосбора — 67,5 км². Длина 7,3 км, максимальная ширина достигает 7 км , урез воды на отметке 123 м. Берега низкие, заболоченные, местами покрытые редколесьем с низкорослыми деревьями, кустарником и ягелем.
Значительных притоков не имеет. Из озера на востоке вытекает река Пыктыганъёган, относящаяся к бассейну Карского моря. Большое число островов, два наиболее крупных — в западной части. Множество отмелей по всему зеркалу.
Озеро богато рыбой, их встречается 7 видов.
Код объекта в государственном водном реестре — 13011000111115200003261.